# Araneus lathyrinus
Araneus lathyrinus là một loài nhện trong họ Araneidae.
Loài này thuộc chi Araneus. Araneus lathyrinus được miêu tả năm 1875 bởi Holmberg.